# Enganyapastors de llet groga

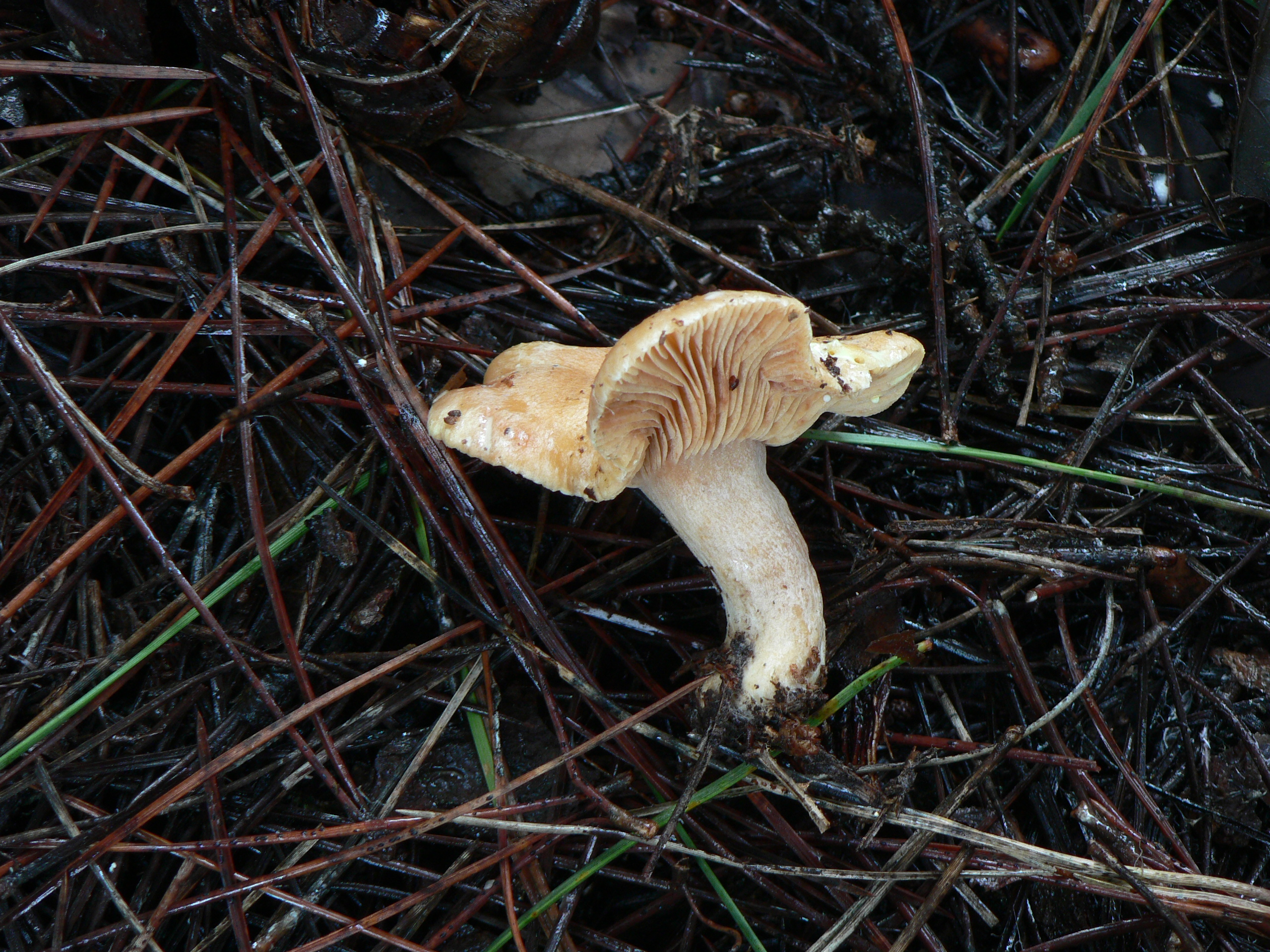
Vista lateral

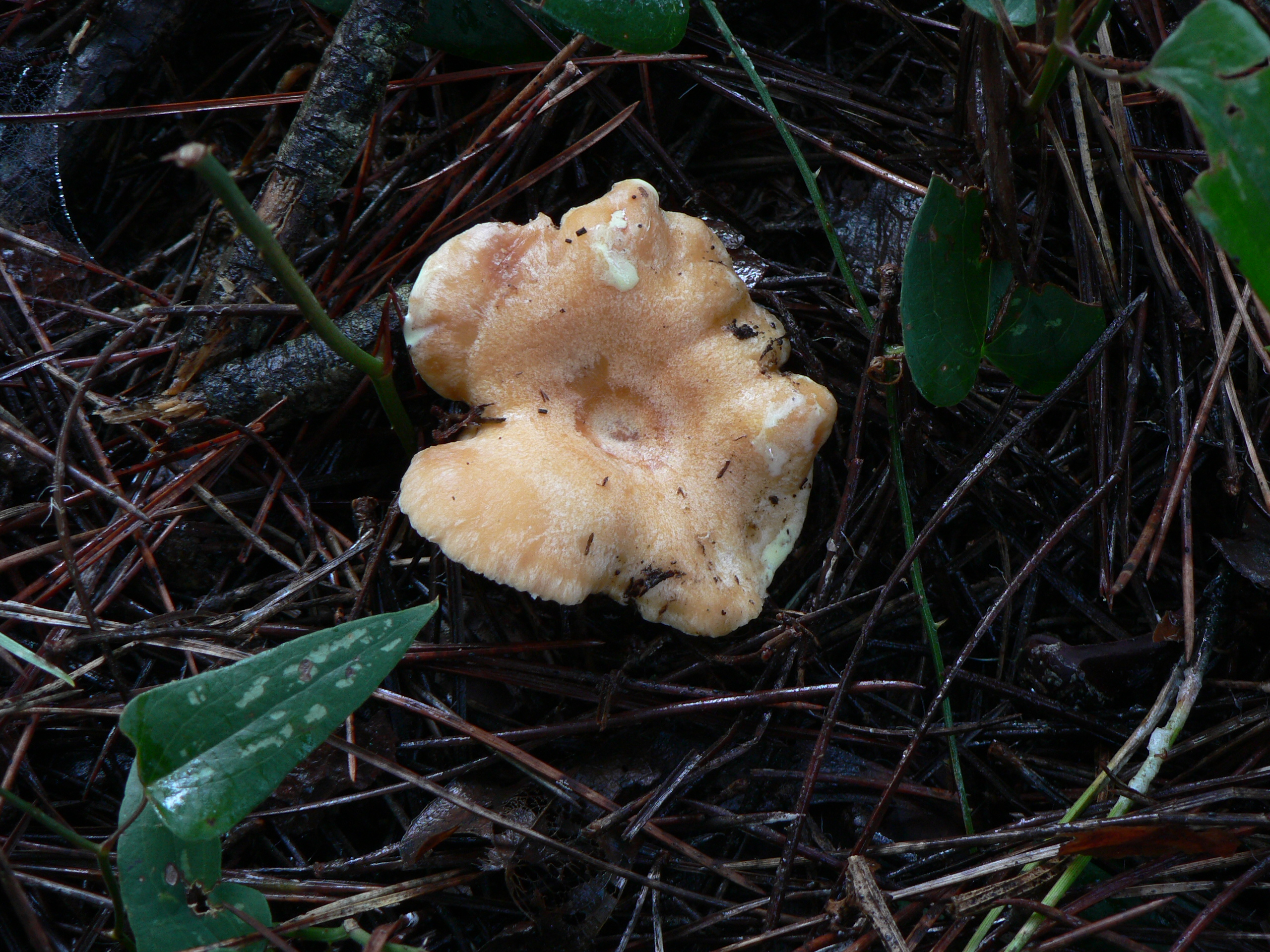
Vista superior

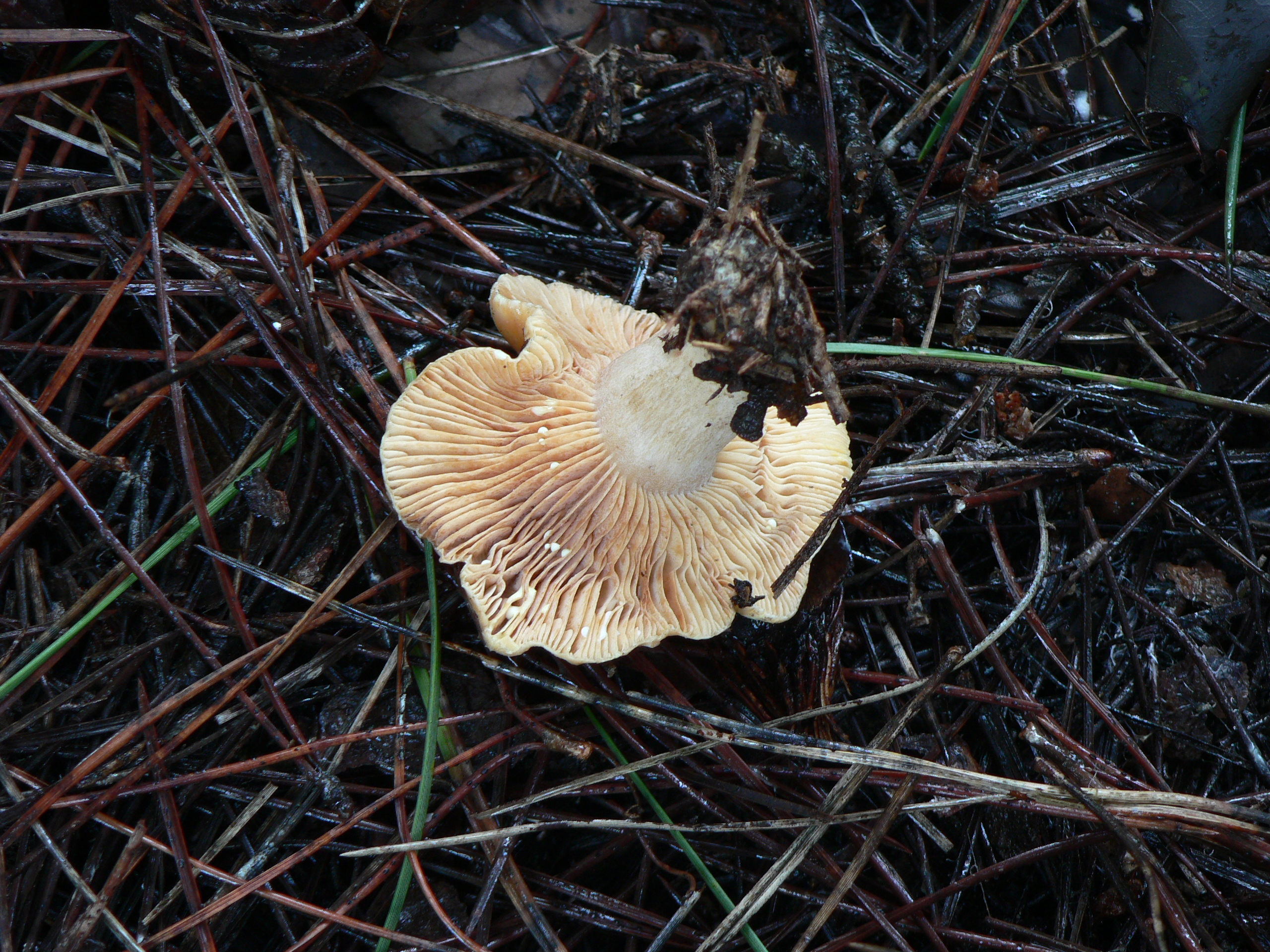
Vista inferior

L'enganyapastors de llet groga (Lactarius chrysorrheus), també anomenat cabra de pinetell, pinenca borda, pinetell bord, rovelló bord i lleterola de llet groga, és una espècie de fong de l'ordre dels russulals (Russulales). És una lleterola del grup dels enganyapastors.

## Etimologia
Del llatí lactarius (que té llet) i del grec khrysós (or) i rhéo (fluir, pel seu làtex, el qual pren un color groc de sofre poc després d'ésser exposat a l'aire).

## Descripció
- És un bolet que, vist pel damunt (amb el barret d'uns 4 a 10 cm, ataronjat i amb zones concèntriques), es confon fàcilment amb un rovelló.
- La cutícula presenta tons taronja pastanaga, zonat. El marge és incorbat i no estriat.
- Làmines de color crema, primes, decurrents, atapeïdes i molt nombroses. Deixen anar, en ferir-les, un làtex de color blanc, molt abundant, que en contacte amb l'aire es torna groc.
- El peu és cilíndric, de 3-7 x 1,5-2 cm, del mateix color que el barret, curt, llis, ple de jove i buit de vell.
- Carn blanca, que grogueja a l'aire, compacta, de sabor amarg i, al final, coent.
- Les espores són de color blanc crema, de 7-9 x 6-8 micres, d'ovoidals a subgloboses i amb berrugues poc denses.
- Olor suau i fúngic.[9][10][11][12][13][14][15][16]

## Hàbitat
Viu en boscos mixtos (preferentment sota les alzines, els roures i els castanyers), des de finals de l'estiu i durant tota la tardor.

## Distribució geogràfica
Es troba a Europa i Nord-amèrica.

## Comestibilitat
És rebutjable i sense interès culinari pel seu gust coent (encara que és consumit, macerat en vinagre, per algunes persones com a aperitiu). En cas de consumir-ne de tendres, i en quantitat, pot produir lleus trastorns intestinals (com ara, diarrea, vòmits i mal de ventre).

## Risc de confusió amb altres espècies
Pot confondre's fàcilment amb espècies del grup del pinetell (Lactarius deliciosus) -les quals segreguen làtex de color acarabassat o vinós- i del rovelló (Lactarius sanguifluus) -del qual es diferencia pel seu hàbitat i pel color del làtex-.